# Copa Aldao
El torneo internacional Copa Dr. Ricardo C. Aldao, conocido simplemente como Copa Aldao y también llamado Copa Río de la Plata o Campeonato Rioplatense, fue una competición internacional de carácter oficial organizada por la Asociación del Fútbol Argentino y la Asociación Uruguaya de Fútbol, con constancia en los registros anuales de la AFA y AUF.
Esta copa, como así también los demás campeonatos rioplatenses, fue disputada antes de que la Conmebol organizara competencias internacionales entre clubes, por lo que no está incluida en el listado de las competiciones organizadas por dicha confederación. Esta copa se la reconoce como un torneo oficial organizado «entre la Asociación del Fútbol Argentino y la Asociación Uruguaya de Fútbol» y ha sido citada en la publicación oficial de la Confederación Sudamericana de Fútbol, en ocasión del 50.º aniversario de la Copa Libertadores de América, como los primeros enfrentamientos oficiales entre clubes de distintos países sudamericanos.
Dicha competición era puesta en juego entre los equipos campeones de Primera División de Argentina y Uruguay, potencias futbolísticas de la época, e, inicialmente, se jugaba a un solo encuentro. A partir de 1941, se decidió hacerlo con revancha, invirtiendo la condición de local en cada ocasión.

## Historia
A partir de 1900, comenzaron a jugarse los campeonatos rioplatenses de fútbol entre argentinos y uruguayos, considerados por la Conmebol como los primeros partidos oficiales e internacionales entre clubes de Sudamérica. Los primeros fueron la Cup Tie Competition y la Copa de Honor Cusenier, jugados entre ganadores de copas nacionales. En la década siguiente, se organizó este certamen internacional, que enfrentó a los campeones de ambos países, convirtiéndose en una de las copas más importante y prestigiosa (para algunos, la más importante y prestigiosas de ellas) de la época, y la única que se siguió jugando durante el profesionalismo.
El trofeo en disputa fue donado por el Dr. Ricardo C. Aldao, presidente de la Federación Argentina de Football entre 1912 y 1914, y de la Asociación Argentina de Football, en 1918 y 1919. De allí proviene el nombre de esta competición. Actualmente, se encuentra en poder de River Plate y es exhibido en su museo.
La primera edición fue programada para su disputa el 17 de mayo de 1914, en Montevideo, entre los campeones de Primera División de 1913 de la disidente Federación Argentina de Football, el Club Estudiantes de La Plata, y River Plate Football Club, ganador del torneo superior de la Primera División de Uruguay. Pero el partido debió ser suspendido por las condiciones climáticas acontecidas en la capital uruguaya y nunca se reprogramó.
En los años 20, el Club Atlético Huracán fue campeón de Liga de la Asociación Argentina (la oficial, afiliada a la FIFA) en cuatro ocasiones. A consecuencia de ello se ganó el derecho a participar en la final de la Copa Ricardo Aldao - Río de la Plata contra el campeón de la Asociación Uruguaya de Fútbol (AUF). Pero hubo deserciones y ausencias: en 1921, no se presentó Peñarol; en 1922, no se presentó Nacional; en 1925, la Primera División de Uruguay no finalizó por deficiencias organizativas y ese año Huracán fue el único campeón del Río de la Plata. En 1928, disputó el encuentro decisivo ante Peñarol y cayó por 3-0. 
En 1923 se disputó una competición similar llamada Copa Campeonato del Río de la Plata, organizada por las disidentes Asociación Amateurs de Football y Federación Uruguaya de Football. El campeón fue San Lorenzo de Argentina, pero esta no tuvo éxito por la copa campeonato ya que era el máximo escalafón de la época, después desapareció ese mismo año dejando solo una edición.
En 1940 el partido no se completó a raíz de una protesta de los jugadores de Boca Juniors de Argentina, quienes decidieron no jugar el tiempo extra y abandonaron el campo de juego. El torneo quedó desierto.
Tanto en 1942 como en 1957, los finalistas fueron Nacional de Uruguay y River Plate de Argentina, pero al no disputarse los encuentros de desquite, dichos títulos no fueron proclamados oficialmente.
A partir de 1960, los equipos participantes se negaron a disputarla ya que no concordaba con sus respectivos calendarios nacionales, además de que comenzó a jugarse la Copa Libertadores.
Sin embargo, volvió a ponerse en juego en 1970, 1997, 1998, 2013, 2014 y 2016, aunque en esas oportunidades se disputó en carácter de amistoso de pretemporada, similar a lo sucedido en la edición de 1946.

## Ediciones

### Ediciones oficiales completas
| Año  | Ganador                 | Resultado(s) | Finalista                | Sede(s)                                                           |
| ---- | ----------------------- | ------------ | ------------------------ | ----------------------------------------------------------------- |
| 1916 | Nacional · Uruguay      | 2:1          | Racing Club Argentina    | Estadio GEBA, Buenos Aires                                        |
| 1917 | Racing Club Argentina   | 2:2 2:1      | Nacional · Uruguay       | Estadio Parque Pereira, Montevideo Estadio GEBA, Buenos Aires     |
| 1918 | Racing Club Argentina   | 2:1          | Peñarol · Uruguay        | Estadio GEBA, Buenos Aires                                        |
| 1919 | Nacional · Uruguay      | 3:0          | Boca Juniors Argentina   | Estadio Gran Parque Central, Montevideo                           |
| 1920 | Nacional · Uruguay      | 2:1          | Boca Juniors Argentina   | Estadio Sportivo Barracas, Buenos Aires                           |
| 1927 | San Lorenzo Argentina   | 1:0          | Rampla Juniors · Uruguay | Estadio Gran Parque Central, Montevideo                           |
| 1928 | Peñarol · Uruguay       | 3:0          | Huracán Argentina        | Estadio River Plate, Buenos Aires                                 |
| 1936 | River Plate Argentina   | 5:1          | Peñarol · Uruguay        | Estadio Centenario, Montevideo                                    |
| 1937 | River Plate Argentina   | 5:2          | Peñarol · Uruguay        | Estadio El Gasómetro, Buenos Aires                                |
| 1938 | Independiente Argentina | 3:1          | Peñarol · Uruguay        | Estadio Centenario, Montevideo                                    |
| 1939 | Independiente Argentina | 5:0          | Nacional · Uruguay       | Estadio El Gasómetro, Buenos Aires                                |
| 1941 | River Plate Argentina   | 6:1 1:1      | Nacional · Uruguay       | Estadio El Gasómetro, Buenos Aires Estadio Centenario, Montevideo |
| 1945 | River Plate Argentina   | 2:1 3:2      | Peñarol · Uruguay        | Estadio Centenario, Montevideo Estadio El Gasómetro, Buenos Aires |
| 1947 | River Plate Argentina   | 4:3 3:1      | Nacional · Uruguay       | Estadio Centenario, Montevideo Estadio El Gasómetro, Buenos Aires |

### Palmarés
| Equipo        | Títulos |
| ------------- | ------- |
| River Plate   | 5       |
| Nacional      | 3       |
| Racing Club   | 2       |
| Independiente | 2       |
| Peñarol       | 1       |
| San Lorenzo   | 1       |

### Ediciones oficiales truncas
En algunos casos, por problemas de calendario o diferencias deportivas, el equipo que obtenía un resultado que no fuese favorable en el primer encuentro, no participaba del segundo partido estipulado por el reglamento. Los torneos quedaban desiertos y, la organización binacional de la copa no se pronunció. Son títulos que carecen de validez oficial aunque los clubes implicados las contabilizan en su respectivo palmarés, aunque estos títulos tengan valor únicamente simbólico.
| Año  | Equipo                            | Resultados | Equipo                   | Sede(s)                                                                 |
| ---- | --------------------------------- | ---------- | ------------------------ | ----------------------------------------------------------------------- |
| 1913 | Estudiantes de La Plata Argentina | -:-        | River Plate FC · Uruguay | -                                                                       |
| 1940 | Nacional · Uruguay                | 2:2 -:-    | Boca Juniors Argentina   | Estadio Centenario, Montevideo Estadio Centenario, Montevideo           |
| 1942 | Nacional · Uruguay                | 4:0 -:-    | River Plate Argentina    | Estadio Centenario, Montevideo Estadio Antonio V. Liberti, Buenos Aires |
| 1957 | River Plate Argentina             | 2:1 -:-    | Nacional · Uruguay       | Estadio Centenario, Montevideo Estadio Antonio V. Liberti, Buenos Aires |

### Ediciones no oficiales
Particularmente, en el marco del desarrollo oficial de la Copa Aldao, según consta en la memoria y balance de AFA, la edición de 1946 fue considerada por el organismo como "simbólica". Se desarrolló de forma completa y, aunque no se pronunciaron al respecto y por el momento carece de validez oficial, el club implicado (Nacional) lo contabiliza en su respectivo palmarés.
| Año  | Ganador            | Resultados | Finalista             | Sede(s)                                                                |
| ---- | ------------------ | ---------- | --------------------- | ---------------------------------------------------------------------- |
| 1946 | Nacional · Uruguay | 2:3 7:2    | San Lorenzo Argentina | Estadio Tomás Adolfo Ducó, Buenos Aires Estadio Centenario, Montevideo |

## Copa Río de la Plata
Posteriormente, a partir de 1970 se disputaron nueve ediciones de la Copa Río de la Plata de manera irregular, en un intento de conmemorar a la Copa Aldao, pero su realización fue aislada y en carácter amistoso. Se realizó en 1970, 1992, 1997 (x2), 1998, 2013, 2014, 2016 y 2017.
Dichos torneos, si bien fueron denominados inicialmente como Copa Río de la Plata, en cada edición adquirió un nombre comercial distinto y el ganador no recibió la Copa Aldao original, sino otro trofeo. Esto se debió a que se trataba de copas amistosas, no oficiales. La edición 2014 se llamó «Copa Banco Ciudad» y fue una competencia amistosa de pretemporada entre los campeones de la temporada 2013: Torneo Inicial de Argentina y Torneo Apertura de Uruguay. En 2017 se llamó Copa Complejo Internacional del Este.
| Año  | Ganador                   | Resultados     | Finalista              | Sede(s)                                                           |
| ---- | ------------------------- | -------------- | ---------------------- | ----------------------------------------------------------------- |
| 1970 | Boca Juniors Argentina    | 1:0 3:3        | Nacional · Uruguay     | Estadio La Bombonera, Buenos Aires Estadio Centenario, Montevideo |
| 1992 | Peñarol · Uruguay         | 1:0            | River Plate Argentina  | Estadio Centenario, Montevideo                                    |
| 1997 | Boca Juniors Argentina    | 1:0            | Peñarol · Uruguay      | Estadio José María Minella, Mar del Plata                         |
| 1997 | Peñarol · Uruguay         | 2:1            | Boca Juniors Argentina | Estadio Antonio Romero, Formosa                                   |
| 1998 | Vélez Sarsfield Argentina | 3:1            | Nacional · Uruguay     | Estadio Centenario, Montevideo                                    |
| 2013 | Vélez Sarsfield Argentina | 3:1            | Peñarol · Uruguay      | Estadio Centenario, Montevideo                                    |
| 2014 | San Lorenzo Argentina     | 1:0            | Danubio · Uruguay      | Estadio Nuevo Gasómetro, Buenos Aires                             |
| 2016 | Peñarol · Uruguay         | 2:1            | Lanús Argentina        | Estadio Ciudad de Lanús, Lanús                                    |
| 2017 | Boca Juniors Argentina    | 1:1 (3:1 pen.) | Nacional · Uruguay     | Estadio Antonio Aranda, Ciudad del Este, Paraguay                 |

### Palmarés
| Equipo          | Títulos |
| --------------- | ------- |
| Peñarol         | 3       |
| Boca Juniors    | 3       |
| Vélez Sarsfield | 2       |
| San Lorenzo     | 1       |

## Estadísticas

### Tabla histórica de goleadores
| Pos. | Jugador          | Goles | Part. | Prom. | Debut | Clubes            |
| ---- | ---------------- | ----- | ----- | ----- | ----- | ----------------- |
| 1    | Ángel Labruna    | 12    | 8     | 1.50  | 1941  | River Plate (12)  |
| 2    | Bernabé Ferreyra | 4     | 2     | 2.00  | 1936  | River Plate (4)   |
| =    | Arsenio Erico    | 4     | 2     | 2.00  | 1938  | Independiente (4) |
| =    | Atilio García    | 4     | 3     | 1.33  | 1940  | Nacional (8)      |
| =    | Ángel Romano     | 4     | 5     | 0.80  | 1916  | Nacional (4)      |

### Tabla histórica de equipos
Nota: Se incluyen todos los resultados de las ediciones oficiales de la Copa Aldao (1916-1957), no así de su sucesora amistosa. También se consideran los resultados de las finales "truncas". Los títulos son los oficialmente reconocidos por su organización.
| Pos. | Equipo         | País      | Part. | Títs. | PJ | PG | PE | PP | GF | GC | Dif. | Pts. | %      |
| ---- | -------------- | --------- | ----- | ----- | -- | -- | -- | -- | -- | -- | ---- | ---- | ------ |
| 1    | River Plate    | Argentina | 7     | 5     | 10 | 8  | 1  | 1  | 31 | 20 | +9   | 25   | 83,33  |
| 2    | Nacional       | Uruguay   | 11    | 3     | 15 | 5  | 3  | 7  | 32 | 34 | -2   | 18   | 40,00  |
| 3    | Racing Club    | Argentina | 3     | 2     | 4  | 2  | 1  | 1  | 7  | 6  | +1   | 7    | 58,33  |
| 4    | Independiente  | Argentina | 2     | 2     | 2  | 2  | 0  | 0  | 8  | 1  | +6   | 6    | 100,00 |
| 5    | San Lorenzo    | Argentina | 2     | 1     | 3  | 2  | 0  | 1  | 6  | 9  | -3   | 6    | 66,67  |
| 6    | Peñarol        | Uruguay   | 6     | 1     | 7  | 1  | 0  | 6  | 11 | 20 | -9   | 3    | 14,29  |
| 7    | Boca Juniors   | Argentina | 3     | -     | 3  | 0  | 1  | 2  | 3  | 8  | -5   | 1    | 11,11  |
| 8    | Rampla Juniors | Uruguay   | 1     | -     | 1  | 0  | 0  | 1  | 0  | 1  | -1   | 0    | 00,00  |
| 9    | Huracán        | Argentina | 1     | -     | 1  | 0  | 0  | 1  | 0  | 3  | -3   | 0    | 00,00  |